# Paecilaema festae
Paecilaema festae is een hooiwagen uit de familie Cosmetidae.